# Lista najlepiej sprzedających się albumów muzycznych we Francji
Lista najlepiej sprzedających się albumów muzycznych we Francji. Francuskie stowarzyszenie Syndicat national de l’édition phonographique zajmuje się przyznawaniem certyfikatów sprzedaży na terenie Francji.
Album D’eux (1995) kanadyjskiej piosenkarki Céline Dion został sprzedany w ponad 4 400 000 egzemplarzach.

## Najlepiej sprzedające się albumy
| Lp. | Rok  | Tytuł                                                | Artysta                           | Państwo           | Certyfikacja | Sprzedaż  |
| --- | ---- | ---------------------------------------------------- | --------------------------------- | ----------------- | ------------ | --------- |
| 1   | 1995 | D’eux                                                | Céline Dion                       | Kanada            |              | 4 412 100 |
| 2   | 1994 | Samedi soir sur la terre                             | Francis Cabrel                    | Francja           |              | 3 963 400 |
| 3   | 1979 | Breakfast In America                                 | Supertramp                        | Wielka Brytania   |              | 3 072 100 |
| 4   | 1989 | Alors Regarde                                        | Patrick Bruel                     | Francja           |              | 2 736 200 |
| 5   | 1973 | The Dark Side of the Moon                            | Pink Floyd                        | Wielka Brytania   |              | 2 555 400 |
| 6   | 1983 | Thriller                                             | Michael Jackson                   | Stany Zjednoczone |              | 2 366 700 |
| 7   | 1978 | Starmania                                            | Różni wykonawcy                   |                   |              | 2 237 600 |
| 8   | 1973 | The Beatles 1967–1970                                | The Beatles                       | Wielka Brytania   |              | 2 227 600 |
| 9   | 1987 | Entre gris clair et gris foncé                       | Jean-Jacques Goldman              | Francja           |              | 2 194 200 |
| 10  | 1978 | Louise Attaque                                       | Louise Attaque                    | Francja           |              | 2 186 600 |
| 11  | 1978 | Saturday Night Fever: The Original Movie Sound Track | Bee Gees                          | Wielka Brytania   |              | 2 157 600 |
| 12  | 1989 | Sarbacane                                            | Francis Cabrel                    | Francja           |              | 2 129 800 |
| 13  | 1998 | Notre-Dame de Paris                                  | Różni wykonawcy                   |                   |              | 2 119 600 |
| 14  | 1997 | Romanza                                              | Andrea Bocelli                    | Włochy            |              | 2 077 500 |
| 15  | 1987 | The Joshua Tree                                      | U2                                | Irlandia          |              | 2 072 100 |
| 16  | 1973 | The Beatles 1962–1966                                | The Beatles                       | Wielka Brytania   |              | 2 061 600 |
| 17  | 1990 | Fredericks Goldman Jones                             | Fredericks Goldman Jones          | Francja           |              | 2 044 400 |
| 18  | 2013 | Racine carrée                                        | Stromae                           | Belgia            | 4×diament    | 2 030 000 |
| 19  | 1985 | Brothers in Arms                                     | Dire Straits                      | Wielka Brytania   |              | 1 995 300 |
| 20  | 1991 | Dangerous                                            | Michael Jackson                   | Stany Zjednoczone |              | 1 985 500 |
| 21  | 2002 | Entre deux                                           | Patrick Bruel                     | Francja           |              | 1 949 000 |
| 22  | 1988 | Le grand bleu                                        | Éric Serra                        | Francja           |              | 1 883 800 |
| 23  | 1998 | Clandestino                                          | Manu Chao                         | Francja           |              | 1 848 500 |
| 24  | 2002 | Come Away with Me                                    | Norah Jones                       | Stany Zjednoczone |              | 1 776 000 |
| 25  | 1977 | Oxygène                                              | Jean-Michel Jarre                 | Francja           |              | 1 739 100 |
| 26  | 1991 | L’autre                                              | Mylène Farmer                     | Francja           |              | 1 719 100 |
| 27  | 1999 | Hors saison                                          | Francis Cabrel                    | Francja           |              | 1 711 300 |
| 28  | 1989 | …But Seriously                                       | Phil Collins                      | Wielka Brytania   |              | 1 711 100 |
| 29  | 2004 | Les choristes                                        |                                   |                   |              | 1 685 900 |
| 30  | 2000 | Yannick Noah                                         | Yannick Noah                      | Francja           |              | 1 681 900 |
| 31  | 1995 | HIStory: Past, Present and Future Book I             | Michael Jackson                   | Stany Zjednoczone |              | 1 644 200 |
| 32  | 2001 | Chansons pour les pieds                              | Jean-Jacques Goldman              | Francja           |              | 1 636 200 |
| 33  | 2002 | Boucan d’enfer                                       | Renaud                            | Francja           |              | 1 634 600 |
| 34  | 1999 | Sang pour sang                                       | Johnny Hallyday                   | Francja           |              | 1 627 200 |
| 35  | 2004 | 3                                                    | Calogero                          | Francja           |              | 1 569 900 |
| 36  | 1988 | Mademoiselle chante...                               | Patricia Kaas                     | Francja           |              | 1 567 700 |
| 37  | 1989 | Hélène                                               | Roch Voisine                      | Kanada            |              | 1 565 000 |
| 38  | 1992 | Regagner les plaines                                 | Pow woW                           | Francja           |              | 1 557 300 |
| 39  | 1994 | No Need to Argue                                     | The Cranberries                   | Irlandia          |              | 1 549 000 |
| 40  | 1996 | Singulier                                            | Jean-Jacques Goldman              | Francja           |              | 1 543 600 |
| 41  | 2000 | Marcher dans le sable                                | Gérald de Palmas                  | Francja           |              | 1 540 800 |
| 42  | 1983 | Morgane de toi                                       | Renaud                            | Francja           |              | 1 496 600 |
| 43  | 1991 | Ocarina                                              | Jean Philippe Audin, Diego Modena |                   |              | 1 494 900 |
| 44  | 1998 | S’il suffisait ’aimer                                | Céline Dion                       | Kanada            |              | 1 492 200 |
| 45  | 2000 | Seul                                                 | Garou                             | Kanada            |              | 1 490 100 |
| 46  | 1973 | Forever and Ever                                     | Demis Roussos                     | Grecja            |              | 1 484 900 |
| 47  | 1997 | Pure                                                 | Lara Fabian                       | Belgia · Kanada   |              | 1 471 800 |
| 48  | 2001 | Les Mots                                             | Mylène Farmer                     | Francja           |              | 1 463 500 |
| 49  | 1997 | Titanic                                              | James Horner                      | Stany Zjednoczone |              | 1 428 500 |
| 50  | 1993 | Music Box                                            | Mariah Carey                      | Stany Zjednoczone |              | 1 418 100 |